# Wielka Brytania na Zimowych Igrzyskach Paraolimpijskich 2014
Reprezentacja Wielkiej Brytanii na Zimowych Igrzyskach Paraolimpijskich 2014 liczyła 12 sportowców występujących w dwóch spośród pięciu rozgrywanych dyscyplin. 

## Skład reprezentacji

### Curling na wózkach
- Aileen Neilson
- Gregor Ewan
- Robert McPherson
- Jim Gault
- Angie Malone

| Kanada | Szwecja | Korea Południowa | Słowacja | Finlandia | Norwegia | Rosja | Stany Zjednoczone |     | Rosja |     |   |   |      |
| 3:6    | 6:4     | 8:4              | 12:2     | 4:13      | 7:3      | 2:11  | 8:7               | 3:6 | 4:13  | 7:3 | 6 | 5 | 3. - |

### Narciarstwo alpejskie
- Mick Brennan
- Jade Etherington
- Kelly Gallagher
- Millie Knight
- Ben Sneesby
- Anna Turney
- James Whitley